# یواس‌اس ال‌اس‌تی-۱۹
یواس‌اس ال‌اس‌تی-۱۹ (به انگلیسی: USS LST-19) یک کشتی بود که طول آن ۳۲۸ فوت (۱۰۰ متر) بود. این کشتی در سال ۱۹۴۳ ساخته شد.